# Всемирный день поэзии
Всеми́рный день поэ́зии ежегодно отмечается 21 марта. Был учрежден ЮНЕСКО (Организация Объединённых Наций по вопросам образования, науки и культуры) в резолюции 30-й сессии Генеральной конференции ЮНЕСКО, принятой 15 ноября 1999 года. Как отмечалось в решении ЮНЕСКО, цель учреждения праздника — «поддержать языковое разнообразие посредством поэтического самовыражения и дать возможность языкам, находящимся под угрозой исчезновения, быть услышанными».

## История
Первоначальная инициатива учреждения официального Дня поэзии относится к концу 1930-х годов: в 1938 году американский штат Огайо по инициативе поэтессы Тессы Суизи Уэбб провозгласил Днём поэзии 15 октября — день рождения древнеримского поэта Вергилия. К 1951 году эта дата была признана тридцатью восемью штатами США, а также Мексикой, и отмечалась как Национальный день поэзии. Затем этот день стал праздноваться и в других странах как Всемирный день поэзии.
В 1998 году, по предложению Марокко, исполком Генеральной Ассамблеи ЮНЕСКО рассмотрел вопрос о праздновании Всемирного дня поэзии, и рекомендовал проводить подобные мероприятия в разных странах, так что первые Дни поэзии прошли ещё до официального объявления ЮНЕСКО об учреждении Дня поэзии.

### В России
В Москве, как и в Париже, Брюсселе и нескольких других столицах мира, первый День поэзии прошёл 21 марта 1999 года, в Государственном литературном музее на Петровке. Его инициатором стало Российское Поэтическое Общество; вёл программу первый президент этого общества Анатолий Кудрявицкий, и в числе приглашённых и представленных им поэтов выступали Генрих Сапгир, Игорь Холин, Константин Кедров, Татьяна Щербина, Михаил Айзенберг и др.
В 2000 году празднование Дня поэзии прошло в Театре на Таганке; там выступали Андрей Вознесенский, Константин Кедров, Елена Кацюба, Алина Витухновская, Юрий Любимов и др. В 2001 году параллельно мероприятию Кедрова и «ДООС» в Театре на Таганке был проведен вечер клуба О. Г. И. с участием Михаила Айзенберга, Сергея Гандлевского, Ивана Ахметьева, Веры Павловой и авторов альманаха «Вавилон». С 2001 года музыкально-поэтическая программа под руководством Кедрова, как и двухдневный молодёжный поэтический фестиваль, стали традиционными.
Московская программа Всемирного дня поэзии постепенно разрослась в целый месячник различных мероприятий, проходящих под патронатом Государственного литературного музея. В других городах России также проходили различные акции, приуроченные к дате из календаря ЮНЕСКО: так, в Магнитогорске 20—21 марта 2002 года состоялся Всемирный форум поэзии, а в Санкт-Петербурге в 2014 году прошёл марафон, посвящённый юбилею Михаила Лермонтова, в ходе которого актёры, поэты и все желающие читали его стихи.